# FC Giugliano 1928
FC Giugliano 1928, włoski klub piłkarski mający swą siedzibę w Giugliano in Campania w Kampanii. Klub został założony w 1928 roku. Obecnie drużyna gra w Serie C. Barwy klubowe to żółty i niebieski.